# توبیاس بدیلا
توبیاس بدیلا (انگلیسی: Tobias Badila؛ زادهٔ ۱۲ مهٔ ۱۹۹۴) بازیکن فوتبال اهل فرانسه است که در پست مدافع بازی می‌کند.
از باشگاه‌هایی که در آن بازی کرده‌است می‌توان به باشگاه فوتبال نانسی اشاره کرد.
وی همچنین در تیم ملی فوتبال کنگو بازی کرده‌است.